# Роднински отбор
Още от древността естествоизпитателите и полевите биолози са забелязали, че някои организми са склонни да прилагат стратегии, които благоприятстват репродуктивния успех на техните близкородствени индивиди, дори това да е за сметка на тяхното собствено оцеляване и/или размножаване. Класическият пример в това отношение е една еузосоциална колония от насекоми, в която стерилните женски индивиди изпълняват функциите на работнички и подпомагат майката в производството на допълнително потомство. Множество еволюционни биолози обясняват това посредством теорията за роднинския отбор.
Най-ранните изрази на основните термини са дело на Роналд Фишер през 1930 г. и Джон Холдейн през 1955 г. . Първият, който дава строга научна дефиниция на термина, е Уилям Хамилтън (в трудовете му от 1963 г. и особено от 1964 г.). Самото наименование „роднински отбор“ най-вероятно е дело на Джон Мейнард Смит през 1964 г., когато той пише "Тези процеси ще ги нарека съответно роднински отбор и групов отбор. Роднинският отбор е бил дискутиран от Холдейн и Хамилтън ... Под роднински отбор имам предвид еволюцията на характерни признаци, които способстват за оцеляването на близки роднини на засегнатия индивид, посредством процеси, които не изискват прекъсване на размножителната структура на популацията"
Роднинският отбор е свързан с промени в генната честота между поколенията, които се управляват поне отчасти от взаимодействията между индивиди, между които съществува роднинска връзка. Това лежи в основата на основната концепция на теорията за социалната еволюция. Наистина, някои случаи на еволюция чрез естествен отбор могат да бъдат разбрани само ако се вземе предвид начинът, по който биологични роднини оказват взаимно влияние на приспособимостта си. При естествения отбор, генът, кодиращ белег, който увеличава приспособимостта на всеки индивид, който е негов носител, би трябвало да увеличава честота си в рамките на популацията. Обратно, ген, който намалява приспособимостта на индивидите, които са негови носители, би трябвало да бъде елиминиран. Ако обаче генът подтиква индивида да има поведение, което води до увеличаване на приспособимостта на близкородствени индивиди, а същевременно намалява собствената му приспособимост, може в крайна на сметка да доведе до увеличаване на честотата на гена, поради простата причина, че роднините често носят същите гени като него. Това именно е и фундаменталният принцип, на който се основава теорията за роднинския отбор. Според нея, увеличената приспособимост на близкородствените индивиди може в пъти да компенсира намалената приспособимост вследствие на индивидите с поведение, което намалява собствената им приспособимост.